# ロマンスは剣の輝きII
『ロマンスは剣の輝きII』（ロマンスはつるぎのかがやきツー）は、1999年12月22日にフェアリーテールよりWindows 95/98/NT 4.0用に発売されたR指定コンピュータRPG。
本項では、同タイトルを原作としたアダルトアニメやネットワークRPG、その他の関連作品についても記述する。

## 概要
前作『ロマンスは剣の輝き』の続編であり、セシルエンドでの設定を引き継いでいる。FC会報での第一報時にはPC98用ソフトとして発売が予定されていた。
2001年にはれもんは〜とより、本作を原作とした全6巻のアダルトアニメも発売された。
2002年には角川書店により、『ロマンスは剣の輝きII〜銀の虹をさがして〜』（ロマンスはつるぎのかがやきツー ぎんのにじをさがして）としてPlayStation (PS) へ全年齢向けソフトとして移植された。

## 登場人物
声優名はPS版のもの。
キース・ライアン
人間の少年で、主人公。18歳。かつて義賊「シャドウブレイド」と謳われた亡父カインの意志を継いで2代目シャドウブレイドを名乗り、空中浮遊都市ダイダロスの謎を追い求める。トレードマークは額に巻いている赤いバンダナ。
エルファーシア・エル・アークライン
声：柚木涼香
王都バランに住むお嬢様で、メインヒロイン。16歳。12月24日生まれ。身長155.5cm、体重42kg、3サイズはB80、W58、H75。間違って彼女の部屋のテラスにキースがハングライダーで墜落したことから出会うが、その際にキースのことを「天使様」と呼ぶほどの箱入り娘。常に持つ「銀の虹」は、物語のキーアイテムである。
実は純粋な人間ではなく、クレア族の子孫。額にはその証であるクリスタルが存在するが、普段はリボンで隠している。(彼女はパーティーに加わらない)
リーナ・カーマイン
声：長沢美樹
前作の主人公かつ本作の国王ルーンと旧知の仲にある、女性神官戦士。17歳。5月20日生まれ。身長158cm、体重48kg、3サイズはB84、W60、H82。前作から引き続き登場。かつて邪神から受けた「18歳になると死ぬ」という呪詛に対し、神から「絶対に18歳にならない」という祝福を受けたため、肉体的には不老不死。容姿は前作とほぼ同じだが、髪が長くなった。剣技も回復魔法も使える万能な戦士。
アルビオン
声：高瀬右光
リーナと共にいる白龍の子供。前作から引き続き登場。
リュキア・ルースティーン
声：久川綾
ギドの町の宿屋「古代王国の姫君亭」を経営する夫婦（正体は、1991年にフェアリーテールから発売された『XIX［ギゼ!］』の主人公シオンと、ヒロインで古代王国の王女フィシス）の娘。12歳。1月2日生まれ。身長131cm、体重34kg、3サイズはB62、W46、H56。8歳の頃から遺跡ガイドとして働いている。明朗快活な性格で自分の能力に自信を持っており、やきもち焼きで子供扱いされるのを嫌う。『XIX［ギゼ!］』に登場した同名の古代王国宮廷魔術師の転生者であり、高い魔力を持っている。知力の上昇率が高く、強力な全体攻撃魔法を使いこなす。
シャロン・エステル
声：榎本温子
バルキザス村に住む神官見習いの少女。14歳。3月2日生まれ。身長146cm、体重41kg、3サイズはB72、W54、H72。内気で引っ込み思案だが、潜在能力は高い。姉に依存していたが、その姉の結婚を機に自立してキースと行動を共にするようになる。強力な回復魔法を多く覚えるほか、ある程度の接近戦も出来る。
スピカ・スターライト
声：友永朱音
頭脳明晰だが、たまに大きなミスを犯す眼鏡っ娘。16歳。5月18日生まれ。身長156cm、体重50kg、3サイズはB82、W61、H78。妹ピユの治療費稼ぎをきっかけに宿屋「夕闇亭」でウェイトレスとして働き始め、場合によっては冒険にも同行するようになる。魔法は使えず、物理攻撃を中心とした技を覚える。
ポップル
声：小暮英麻
古代魔術師が愛玩用に作り出した魔法生物の末裔であるウサ耳族の少女。17歳。7月30日生まれ。身長158cm、体重54kg、3サイズはB88、W62、H86。バニースーツのような民族衣装を身に着けている。1人称は「ウチ」で「〜ぴょん」という独特の語尾をつけた喋り方をする。マザコンの婚約者との結婚から逃れるため故郷を飛び出した。魔法は一切使えないが、筋力と防御力の上昇率が高い。
OVAでは旅の路銀が付きた所でミーニャに騙され、国王一族皆殺し計画を企てるバルド公爵の狩りの獲物にされる。屋敷から逃亡するが、脱出寸前の所で捕まる。木に磔にされるとバニースーツを引き裂かれ、バルド公爵の部下たちに恥ずかしい格好に拘束される。抵抗できない状態されるとバルド公爵に陵辱される。その後はリオンと一緒に旅をしている。
エリス・ローエル
声：折笠富美子
ヴァリアの大樹海の村に住むエルフ族の弓使い。9月11日生まれ。身長162cm、体重48kg、3サイズはB85、W55、H76。実年齢は180歳だが、エルフは非常に長命であるため、外見も精神も人間に換算すると20歳程度。キースがエルフ村の危機を救ったことから、掟により彼の従者になる。優しく穏やかだが、一度言い出したら絶対に引かない頑固者。前作のロリエル同様に魔法は使えず、攻撃は弓のみ。
リオン・ラムゼス
声：能登麻美子
ややノンビリ傾向のある、旅の吟遊詩人。21歳。11月14日生まれ。身長170cm、体重64kg、3サイズはB90、W63、H84。年に一度開催される音楽祭に出場する為、王都バランを訪れる。名工の祖父によって作られたリュートを携えている。歌も楽器も踊りも天才的な音楽家。一同の中では最も精神的に大人。アシスト系の呪歌を覚える。
ジャネット・バンロック
声：真田アサミ
戦うことが生き甲斐という、豪快な女戦士。22歳。8月8日生まれ。身長186cm、体重82kg、3サイズはB92、W74、H90。おおらかで細かい事は気にしない、曲がったことが嫌いで、口より先に手が出るタイプ。女扱いは苦手。魔法の素養は無いが、高い打撃能力を持つ。
OVAでは盗賊団に囚われ辱めを受ける。
チム
声：浅井清己
魔獣の森に住む、珍獣セルクルーン。約25cm。
スラ造
声：重松朋
魔法学園の違法な研究によって生み出された、頭脳明晰なハイスピードスライム。
マスター
声：鈴木正和
本名は不明。かつてはカインの片腕として活躍した義賊だったが、現在は夕闇亭のマスターを務めている。義賊当時の人脈は表裏共に現在でも有効で、キースのサポートをしてくれる。
ブラムド
声：くわはら利晃
広大な屋敷に住むヴァンパイアロード。
バガス
声：浜田賢二
裏ギルドの盗賊。金と女には目が無い。
ファランクス
声：高瀬右光
トゥルーク王国親衛騎士団長を勤める正義漢。前作から引き続き登場。前作ではヒロインの王女セシルを巡って主人公ルーンとはライバル関係にあったが、本作ではキースたちのサポートをしてくれる。
バルドール
声：浜田賢二
銀の虹を探す男。実は、宇宙からの移民「クレア族」の1人である。その目的は、かつて人間から迫害を受けて愛する者を殺された恨みを晴らすために宇宙船であったダイダロスを起動させ、世界を破滅させること。
レイカ
声：榊原良子
銀の虹の秘密を握っている人物。実は「クレア族」の人。
ゴルバ
声：高瀬右光
バルドールの部下である大男。
ライス
声：くわはら利晃
バルドールの部下。小柄な体格を活かし、潜入踏査や諜報活動をメインに動く。
ネイル
美しき女神官。正体は前作でルーンと共に旅するも死んだと思われていた、ミネル。本作では、前作でルーンに抱かれた際に彼の子を妊娠したこと、それを知らないままルーンのために身を投げ打った際にまだ形も成していない子が身代わりとなる形で死んだために自らが生き残ったこと、そしてそれらを知った以降はネイルと改名して子を弔いながら神官業を務めていたことが明かされる。
アリシア・クリストファ
声：飯塚雅弓
PS版追加キャラクター。死を司る神、プロトーンに仕える少女。13歳。2月14日生まれ。身長146cm、体重37kg、3サイズはB70、W53、H74。とても優秀で、若いながらも高司祭。生真面目すぎるあまり、融通が利かないところもある。

## スタッフ
- シナリオ：石川洋一
- キャラクターデザイン、パッケージイラスト：なかむらたけし
  - 開発途中でLeafへ移籍してしまったため、イベントCGの大半やエンディングなどの原画は別人によるものである。
- PS版追加キャラクターデザイン、パッケージイラスト：成瀬裕司
- 制作、発売：フェアリーテール
- 製作：エフアンドシー

## 主題歌
オープニング「時の流れが止まって」
作詞：かなすぎはじめ、吉田文 / 作曲：吉田文 / 編曲：畠義人、吉田文 / 歌：くにたけみゆき
エンディング「風を感じて」
作詞：かなすぎはじめ、吉田文 / 作曲：吉田文 / 編曲：畠義人、吉田文 / 歌：くにたけみゆき

## 関連書籍

### 漫画
全て角川書店（カドカワコミックス・エース）刊。
- ロマンスは剣の輝きII （2000年9月発行 ISBN 4-04-713367-1）
  - 基本的にはPC版を下敷きにゲーム本編のストーリーを追ったもの。ただし、バルドールが登場する辺りで終わっている。作画はまりお金田が担当。
- ロマンスは剣の輝きII PLUS （2002年10月発行 ISBN 4-04-713515-1）
  - 前述の作品に、PS版の追加キャラであるアリシアの登場するエピソードを加えた新装版。PS版とほぼ同じ時期に発売された。作画はまりお金田。
- ロマンスは剣の輝きII 〜銀の虹をさがして〜 （2003年12月発行 ISBN 4-04-713598-4）
  - アリシアをメインに描いた作品。作画はオダワラハコネが担当。

### 小説
全て発行は角川スニーカー文庫より、著者は小形聖史。
- ロマンスは剣の輝きII 伯爵の大いなる野望! （2002年9月発行 ISBN 4-04-428301-X）
- ロマンスは剣の輝きII 恋する幽霊船 （2003年3月発行 ISBN 4-04-428302-8）

## アダルトアニメ
全てれもんは〜とより発売。1話当たり30分で、全6巻。
ストーリーに関しては原作と大きく異なっている。また、日本ビデオ倫理協会が設けた年齢制限のためにセックスシーンを丸々削られたヒロインが居る反面、PC版で単なるサブキャラクター扱いだった一部のヒロインには主人公とのセックスシーンが用意されている。

### スタッフ（アニメ）
- 企画 - 天地悠大
- スーパーバイザー - Dr.POCHI
- 監督・脚本・絵コンテ - 杜野幼青
- 演出 - 安南信
- キャラクターデザイン - 佐藤淳
- 作画監督 - 柴山知寛、段雄一（第6巻のみ）
- 美術監督 - 杉浦正一朗
- 色彩設計 - 宮川はれみ
- 撮影監督 - 沖野雅英
- 音響監督 - 黛計
- 音楽 - 川崎公敬
- プロデューサー - 越中おさむ、桝郭雄（第2巻まで）
- 制作協力 - 完熟梅
- 制作 - Triple X
- 製作 - れもんは〜と

### タイトル一覧
1. え゛ぇ〜っ!? 魔王復活ぅ〜!?
2. 暗黒神ですってぇ〜
3. いっやぁ〜ん…呪い歌ぁ!?
4. ユニコーン…もっと早くぅ〜!?
5. エリーゼの…ためにぃ〜!?
6. あぁ〜ん…フィニッシュウぅ〜!?

## ロマンスは剣の輝きII〜微笑みは君のために〜
『ロマンスは剣の輝きII〜微笑みは君のために〜』（ロマンスはつるぎのかがやきツー ほほえみはきみのために）は、2004年6月から2005年2月の間、M2の主催で実施されたネットワークRPG。
『ロマンスは剣の輝きII』のその後という世界観で展開された。